# Maxime Chattam
Maxime Chattam fr.: /maksim ʃatam/ (ur. 19 lutego 1976 w Herblay) – francuski pisarz. Ukończył studia na kryminologii. W swoim życiu pracował jako stróż, aktor i księgarz, po to, żeby nabrać doświadczenia życiowego na potrzeby pisanych przez siebie powieści. Tworzy thrillery. Pisarz odniósł ogromny sukces we Francji, jego książki sprzedały się już w ilości ponad pół miliona egzemplarzy, każdy z nich trafiając na listy bestsellerów. Jest nazywany „złotym chłopcem” wśród mistrzów suspensu.

## Twórczość

### Trylogia o Brolinie
- Otchłań zła, Sonia Draga, 2006 (L’Âme du mal, Michel Lafon, 2002)
- W ciemnościach strachu, Sonia Draga, 2006 (In Tenebris, Michel Lafon, 2003)
- Diabelskie zaklęcia, Sonia Draga, 2006 (Maléfices, Michel Lafon, 2004)

### Inny świat
- Przymierze trojga, Sonia Draga, 2011 (L’Alliance des Trois, Albin Michel, 2008)
- Królowa Malroncja, Sonia Draga, 2011 (Malronce, Albin Michel, 2009)
- Jądro ziemi, Sonia Draga, 2012 (Le Cœur de la Terre, Albin Michel, 2010)
- Entropia, Sonia Draga, 2013 (Entropia, Albin Michel, 2011)
- Oz, Sonia Draga 2014, (Oz, Albin Michel, 2012)
- Neverland, Sonia Draga, 2016 (Neverland, Albin Michel, 2013)
- Genesis, Młody Book, 2018 (Genèse, Albin Michel, 2016) (ISBN 978-83-8110-535-4)

### Dyptyk czasu
- Upiorny zegar, Sonia Draga, 2012 (Léviatemps, Albin Michel, 2010)
- Requiem otchłani, Sonia Draga, 2013 (Le Requiem des abysses, Albin Michel, 2011)

### Cykl Ludivine Vancker
- Plugawy spisek, Sonia Draga, 2013 (La Conjuration primitive, Albin Michel, 2012)
- Cierpliwość diabła, Sonia Draga, 2015 (La petience du diable, Albin Michel, 2014)
- Zew nicości, Sonia Draga, 2019 (L’Appel du néant, Albin Michel, 2017)

### Cykl Człowiek
- Tajemnice chaosu, Sonia Draga, 2008 (Les Arcanes du chaos, Albin Michel, 2006)
- Drapieżcy, Sonia Draga, 2009 (Prédateurs, Albin Michel, 2007)
- Teoria Gai, Sonia Draga, 2010 (La Théorie Gaïa, Albin Michel, 2008)

### Pozostałe
- Krew czasu, Sonia Draga, 2007 (Le Sang du temps, Michel Lafon, 2005)
- Obietnica mroku, Sonia Draga, 2012 (La Promesse des ténèbres, Albin Michel, 2009) – powieść powiązana z trylogią o Brolinie
- Niech będzie wola Twoja, Sonia Draga, 2016 (Que ta volonté soit faite, Albin Michel, 2015)
- Sen Śmiertelników, Sonia Draga, 2017 (Le Coma des mortels, Albin Michel, 2016)
- Sygnał, Sonia Draga, 2020 (Le Signal, Albin Michel, 2018)